# Autostrada A8 (Belgia)
Autostrada belgiană A8 (care coincide în mare parte cu Ruta europeană E429) este o autostradă care pornește de la centura de ocolire a orașului Halle (N203a), situat la sud-vest de Bruxelles. Proiectul inițial prevedea ca această autostradă să înceapă de la inelul Bruxelles (în dreptul actualei ieșiri 16) din Anderlecht, pentru a conecta direct capitala cu Tournai. Aspectul aparent disproporționat al actualei ieșiri 16 de pe inelul Bruxelles se explică prin faptul că, inițial, aceasta era proiectată ca un nod rutier de autostradă.
Actualul drum B201, care leagă ieșirea 16 de spitalul Erasme, corespunde, de fapt, unei părți embrionare a acestei autostrăzi, fiind de fapt tronsonul său bruxellez. Aceasta explică de ce a fost construit cu un aspect clar de autostradă.
Construcția acestei autostrăzi, situată în mare parte pe teritoriul Valoniei, a permis însă reducerea izolării Hainaut-ului occidental, conectându-l aproape de capitala Bruxelles (mai exact de Halle), în timp ce a asigurat legătura între aceasta și metropola franceză Lille. Ultima ieșire este cea de la Tournai-Blandain, situată în apropierea graniței cu Franța.
Finalizarea autostrăzii A8 în provincia Hainaut a fost posibilă în anul 2000, datorită resurselor financiare mobilizate de Societatea de Finanțare Complementară a Infrastructurilor (SOFICO).
A fost necesară construirea mai multor lucrări de infrastructură importante pentru realizarea ultimului tronson de 21 km, situat într-un peisaj rural, între Ath-Ghislenghien și Frasnes-lez-Anvaing-Hacquegnies. Acesta trebuia să traverseze linii de cale ferată, râul Dender, precum și o rețea foarte densă de drumuri locale. Printre aceste lucrări se numără Tunelul Rebaix și Tunelul Bois d'Houtaing (situat între Ath și Frasnes-lez-Anvaing).
Acest ultim tronson este, de altfel, supus unei taxe în beneficiul SOFICO, societatea care a construit autostrada și care este remunerată de către Regiunea Valonă în funcție de numărul de vehicule care tranzitează pe acest segment. În acest scop, au fost instalate porticuri pentru monitorizarea traficului.
De la nodul rutier din Tournai până la granița cu Franța, autostrada are, de asemenea, statutul european de E42.
Câteva tergiversări locale și comunitare au alimentat temerile că autostrada A8 nu ar putea fi niciodată conectată în mod eficient la Ring-ul (autostrada periferică) capitalei belgiene. Traversarea teritoriului flamand, care ar fi trebuit să permită A8 să se conecteze la tronsonul deja construit din Anderlecht și, astfel, să lege direct Hainaut-ul occidental de capitală, nu a fost niciodată realizată. De asemenea, s-a discutat despre posibilitatea conectării Rebecq-Quenast la nodul rutier din Haut-Ittre. Totuși, această poziție a evoluat spre o soluție axată pe reducerea congestionării traficului în zona de ocolire a orașului Halle.

## Traseu
| Descrierea traseului  | |               |
| N203a E429            | |               |
| A8 E429               | |               |
| 22 - Lembeek          | Orașe deservite: Zona Industrială Halle-Z.4, Halle-Lembeek, Halle.                                                     | N7            |
| 23 - Hondzocht        | Orașe deservite: Saintes, Halle-Hondzocht, Tubize.                                                                     | P214          |
|                       | Granița provincială între Brabantul Flamand și Brabantul Valon. Granița regională între Flandra și Valonia             |               |
| 24 - Bierghes Quenast | Orașe deservite: Bierghes, Quenast, Rebecq.                                                                            | G000          |
|                       | Granița provincială între Brabantul Valon și Hainaut                                                                   |               |
| 25 - Hoves            | Orașe deservite: Petit-Enghien, Hoves.                                                                                 | N285          |
| 26 - Enghien          | Orașe deservite: Ninove, Enghien, Soignies, Hoves.                                                                     | N55           |
| 27 - Marcq            | Orașe deservite: Enghien, Marcq, Bassilly.                                                                             | N7            |
| 28 - Bassilly         | Orașe deservite: Viane, Bever, Bassilly.                                                                               | N263          |
|                       | Zonă de servicii: Hellebecq (în ambele sensuri).                                                                       |               |
| 29 - Lessines         | Orașe deservite: Geraardsbergen, Lessines, Silly.                                                                      | N57           |
| 30 - Ath              | Orașe deservite: Flobecq, Lessines-Papignies, Ath.                                                                     | N56           |
|                       | Tunelul Rebaix (200 m).                                                                                                |               |
|                       | Tunelul Bois d'Houtaing (300 m).                                                                                       |               |
| 31 - Leuze            | Orașe deservite: Ronse, Leuze-en-Hainaut.                                                                              | N60           |
|                       | Zonă de parcare: Mourcourt (în ambele sensuri).                                                                        |               |
| Intersecție           | Nod rutier între A16, A8z și A8: Liège, Mons (nod rutier parțial).                                                     | A16 A8z E42   |
| 33 - Tournai Nord     | Orașe deservite: Ronse, Celles, Tournai, Kain.                                                                         | N48           |
| A8 E42                | |               |
| 34 - Tournai Ouest    | Orașe deservite: Ramegnies-Chin, Pecq, Tournai, Froyennes.                                                             | N48           |
|                       | Zonă de servicii: Froyennes (în ambele sensuri).                                                                       |               |
| Intersecție           | Nod rutier între A17, N516 și A8: Gent, Bruges, Kortrijk, Mouscron, Roubaix; Marquain, Zona Industrială Tournai-Ouest. | A17 N516 E403 |
| 35 - Blandain         | Orașe deservite: Blandain, Hertain, Marquain.                                                                          | N7            |
|                       | Zonă de parcare: Lamain (în ambele sensuri).                                                                           |               |
| A8 E42                | |               |
|                       | Frontiera dintre Belgia și Franța.                                                                                     |               |
| A27 E42               | |               |
|                       | Zonă de odihnă: Lamain (sens Lille > Belgique).                                                                        |               |